# Pfaffenhofen an der Ilm
Pfaffenhofen an der Ilm là một đô thị ở huyện Pfaffenhofen bang Bayern thuộc nước Đức.